# Pararhadinorhynchus upenei
Pararhadinorhynchus upenei is een soort in de taxonomische indeling van de Acanthocephala (haakwormen). De worm wordt meestal 1 tot 2 cm lang. Ze komen algemeen voor in het maag-darmstelsel van ongewervelden, vissen, amfibieën, vogels en zoogdieren.
De haakworm komt uit het geslacht Pararhadinorhynchus en behoort tot de familie Transvenidae. Pararhadinorhynchus upenei werd in 1993 beschreven door Wang, Wang & Wu.